# Susanne Körber
Susanne Christa Körber-Harlan (* 17. Juni 1932 in Berlin; † 3. Januar 1989; vereinzelt auch Susanne Körber-Harlan oder Susanne Christa Körber) war eine deutsche Schauspielerin.

## Leben

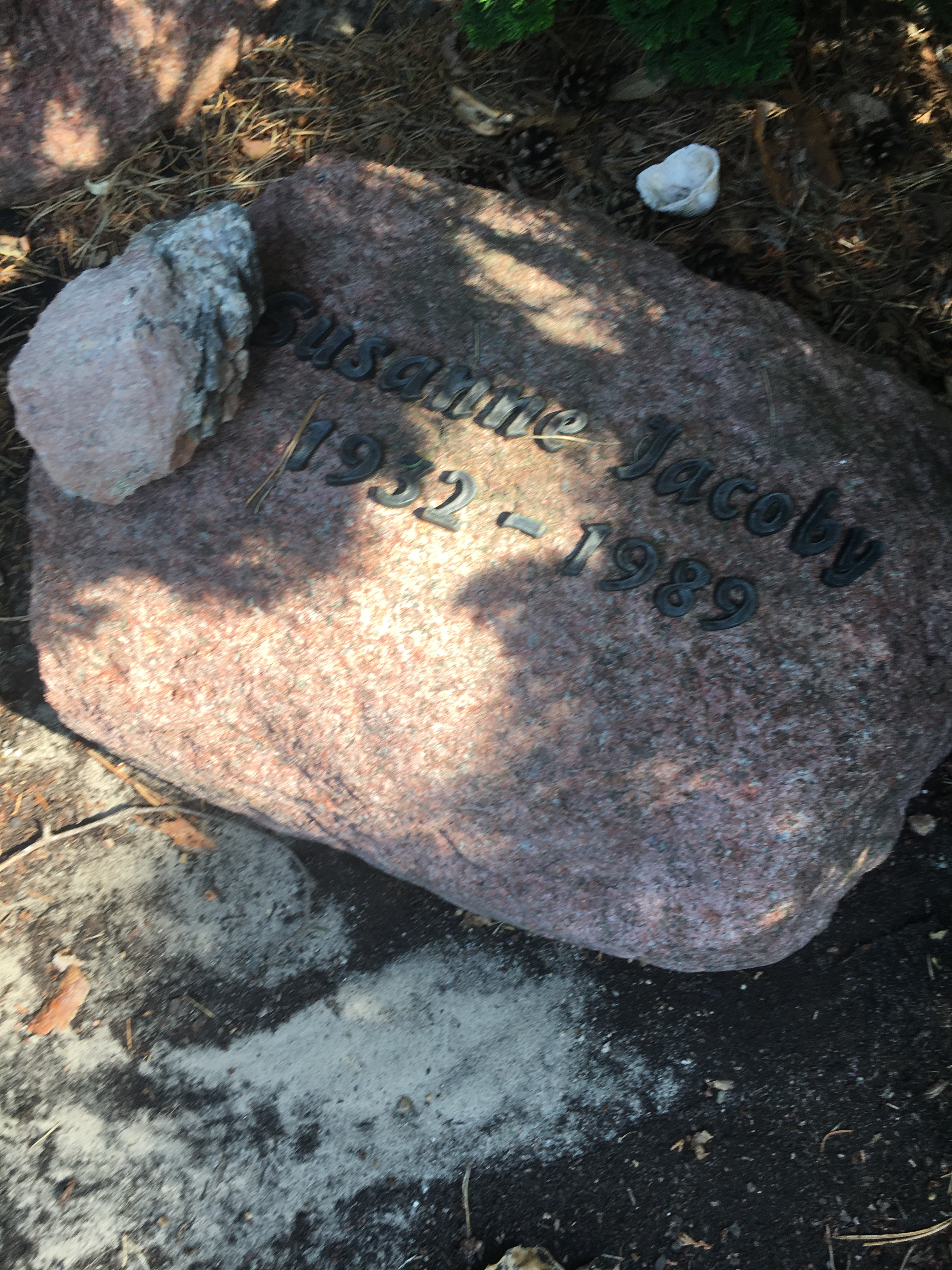
Grabstätte Susanne Jacoby

Susanne Körber wurde als Tochter des Schauspielers und Regisseurs Veit Harlan und der ebenfalls als Schauspielerin tätigen Hilde Körber geboren. Nach Besuch der Volksschule und eines Lyzeums erhielt sie privaten Schauspielunterricht am Hebbel-Theater in Berlin und bei Marlise Ludwig.
Susanne Körber hatte 1950 einen ersten Auftritt in einer Filmproduktion. In dem Spielfilm Drei Mädchen spinnen von Carl Froelich mit Albrecht Schönhals, Axel von Ambesser und Georg Thomalla war sie an der Seite ihrer Schwester Maria Körber zu sehen und 1951 spielte sie unter der Regie von ihrem Vater in Hanna Amon mit Kristina Söderbaum, Lutz Moik und Ilse Steppat. Einige weitere Filmarbeiten folgten. Darunter befand sich 1952 die Mitwirkung in Die große Versuchung von Rolf Hansen mit Dieter Borsche, Ruth Leuwerik und Erich Ponto und 1960 in der Adaption von Stefan Zweigs Schachnovelle von Gerd Oswald mit Curd Jürgens, Claire Bloom und Hans-Jörg Felmy.
Susanne Körber war 1952 auch in einer  Hörspielproduktion des Hessischen Rundfunks als Sprecherin tätig. In Raoul Ploquins Ohne Angabe einer Adresse sprach sie die Hauptrolle der Thérèse unter der Regie von Ulrich Lauterbach neben Heinz Schimmelpfennig, Boy Gobert und Hilde Nocker.
1967 wurde Susanne Körber mit der Dissertation Über einige Abkömmlinge des M. sphincter marsupii beim Hunde promoviert. Aus ihrer Ehe mit dem Fotografen Claude Jacoby (1916–1964) stammt die Tochter Jessica Jacoby (* 1954). Susanne Körber beging 1989 Suizid. Sie wurde auf dem Berliner Waldfriedhof Dahlem an der Seite ihrer Mutter und ihrer Schwester Maria Körber beigesetzt (Abt. 20  B 2).

## Filmografie (Auswahl)
- 1950: Drei Mädchen spinnen
- 1951: Hanna Amon
- 1952: Einmal am Rhein
- 1952: Die große Versuchung
- 1960: Geheimakte M (Man on a String)
- 1960:  Schachnovelle